# Вальки
Вальки (рос. Вальки) — селище Багратіоновського району, Калінінградської області Росії. Входить до складу Долгоруковського сільського поселення.
Населення — 8 осіб (2015 рік).

## Географія
Селище розташоване за 9 км від районного центру — міста Багратіоновська, 30 км від обласного центру — міста Калінінграда та 1094 км від Москви.

## Історія
Селище засноване 1400 року.
Мало назву Вальдкайм до 1946 року.

## Населення
За даними перепису 2010 року, у селі мешкало 8 осіб, з них 5 (62,5 %) чоловіків та 3 (37,5 %) жінок. Згідно з переписом 2002 року, у селі мешкало 5 осіб, з них 3 чоловіків та 2 жінок.